# Rezerwat przyrody Zagożdżon
Rezerwat przyrody Zagożdżon – leśny rezerwat przyrody położony w centralnej Polsce, w Puszczy Kozienickiej, na Równinie Radomskiej, województwo mazowieckie. Rezerwat znajduje się 2 km na wschód od wsi Przejazd i 1200 m na zachód od szosy Radom – Kozienice. Rezerwat leży na terenie Kozienickiego Parku Krajobrazowego i jest najstarszym rezerwatem w Puszczy Kozienickiej.
Rezerwat zajmuje powierzchnię 65,99 ha (akt powołujący podawał 65,67 ha). Posiada otulinę o powierzchni 21,74 ha. Jest objęty ochroną czynną.
W rezerwacie chronione są zbiorowiska leśne, typowe dla Puszczy Kozienickiej, tj. bory jodłowe, grądy i bór mieszany wilgotny. Drzewostany są różnowiekowe (80–160 lat) i różnogatunkowe. Występują tu: jodła pospolita, sosna zwyczajna, dąb szypułkowy, grab pospolity, brzoza brodawkowata, lipa drobnolistna, olsza czarna oraz jesion wyniosły. W runie występują m.in.: chronione – śnieżyczka przebiśnieg, wawrzynek wilczełyko, konwalia majowa, lilia złotogłów, a z rzadszych nie objętych ochroną – zdrojówka rutewkowata, zawilec gajowy, kokorycz pusta, pomocnik baldaszkowy, gruszyczka zielonawa. Ponadto odnotowano tu ponad 80 gatunków grzybów i wiele rzadkich porostów, m.in.: mąkla tarniowa, tarczownica bruzdkowana, tarczownica pęcherzykowata oraz chroniony granicznik płucnik.
Na terenie rezerwatu znajduje się pomnik przyrody Dąb Zygmunt August. Jest to dąb szypułkowy o pierśnicy 102 cm i wysokości 28 m. Jego wiek szacuje się na 230-350 lat.

## Turystyka
Przez rezerwat przechodzą szlaki turystyczne:
- czerwony: Szlak im. Witaliusza Demczuka
- czarny: Żytkowice – Augustów – Zagożdżon
- żółty: Pionki Zachodnie PKP - Zagożdżon - Pionki